# Distrito de Bugiri
El distrito de Bugiri se ubica en la región este de la República de Uganda. Su ciudad capital es la ciudad de Bugiri, la cual es también el origen del nombre de este distrito.
Posee una superficie de 5701 kilómetros cuadrados. Según el censo realizado en el año 2014 la población de este distrito ugandés es de 382 913 personas. La densidad de población es de 74,81 habitantes por cada km².